# Seiko Shimakage
Seiko Shimakage (em japonês:  島影 せい子; Sakata, 16 de fevereiro de 1949) é uma ex-jogadora de voleibol do Japão que competiu nos Jogos Olímpicos de 1972.
Em 1972, ela fez parte da equipe japonesa que conquistou a medalha de prata no torneio olímpico, no qual atuou em cinco partidas.